# Friedrich Eickhorst
Friedrich Eickhorst (* 10. Dezember 1887 in Schwerin; † nach 1947) war ein deutscher Politiker (FDP).
Eickhorst war von Beruf Kaufmann. Er gehörte 1946 und 1947 dem zweiten Ernannten Landtag von Schleswig-Holstein an. Sein letzter Wohnort war Ahrensburg.